# 3709 Polypoites
3709 Polypoites è un asteroide troiano di Giove del campo greco del diametro medio di circa 99,09 km. Scoperto nel 1985, presenta un'orbita caratterizzata da un semiasse maggiore pari a 5,2359186 au e da un'eccentricità di 0,0619464, inclinata di 19,62734° rispetto all'eclittica.
L'asteroide è dedicato a Polipete, re di Ghirtòne in Tessaglia.